# Barry Letts
Barry Leopold Letts (* 26. März 1925 in Leicester, Leicestershire; † 9. Oktober 2009 in London) war ein britischer Schauspieler, Filmproduzent, Regisseur und Drehbuchautor.

## Leben
Letts spielte 1943 in seinem ersten Spielfilm, dem Kriegsfilm San Demetrio London. Nach dem Ende des Zweiten Weltkriegs, während dessen er bei der Royal Navy diente, spielte er zunächst weitere Filmrollen, bevor er in den 1950er Jahren zum Fernsehen wechselte. Dort spielte er in britischen Fernsehserien wie Der Unsichtbare, Z-Cars und Mit Schirm, Charme und Melone. 1967 schloss er bei der BBC die Ausbildung zum Regisseur ab und beendete seine Karriere als Schauspieler.
Letts war bei der BBC langjährig als Regisseur und Produzent tätig. Insgesamt acht Jahre produzierte er die Filmreihe Sunday Classic, hierfür wurde er mit einem Emmy-Award und zwei weiteren Nominierungen ausgezeichnet. Er wurde auch zweifach für den BAFTA-Award nominiert. Von 1990 bis 1992 inszenierte er die Seifenoper EastEnders.

## Doctor Who
Im Jahr 1967 drehte Letts eine erste Folge der Serie Doctor Who und betreute diese von 1970 bis 1975 in 128 Folgen als Produzent. Er schrieb zudem das Drehbuch für 22 Episoden und führte in insgesamt 29 Episoden die Regie. Zwischen 1980 und 1981 war er als ausführender Produzent der Serie tätig. In den 1990er Jahren verfasste er das Buch zu zwei Doctor-Who-Hörspielproduktionen, er schrieb daneben mehrere auf Doctor Who basierende Romane. Aus diesem Grund wurde ihm nach seinem Tod die Episode The Waters of Mars (dt. Titel: „Der rote Garten“) gewidmet.

## Filmografie (Auswahl)

### Als Produzent
- 1970–1981: Doctor Who (Doctor Who) (128 Folgen als Ausführender Produzent, 28 Folgen als Produzent)
- 1973: Moonbase 3 (4 Folgen)
- 1976: Little Lord Fauntleroy (6 Folgen)
- 1977: Treasure Island (4 Folgen)
- 1980: A Tale of Two Cities (8 Folgen)
- 1981: Great Expectations (12 Folgen)
- 1982: The Hound of the Baskervilles (4 Folgen)
- 1984: The Prisoner of Zenda (Miniserie)
- 1985: The Pickwick Papers (9 Folgen)

### Als Darsteller
- 1948: Scotts letzte Fahrt (Scott of the Antarctic)
- 1953: Der große Atlantik (The Cruel Sea)
- 1959: Der Unsichtbare (Invisible Man) (1 Folge)
- 1963: Kommissar Maigret (Maigret) (1 Folge)
- 1963–1965: Z-Cars (4 Folgen)
- 1964: Mit Schirm, Charme und Melone (The Avengers) (1 Folge)
- 1966: Task Force Police (Softly Softly) (4 Folgen)
- 1970–1974: Doctor Who (Doctor Who) (2 Folgen)

### Als Regisseur
- 1962: Z Cars (unbekannte Anzahl Folgen)
- 1967–1975: Doctor Who (Doctor Who) (29 Folgen)
- 1978: Pinocchio (4 Folgen)
- 1982: Gulliver in Lilliput (Fernsehfilm)
- 1986: David Copperfield (10 Folgen)
- 1986: Alice in Wonderland (Fernsehfilm)
- 1990–1992: EastEnders (EastEnders) (4 Folgen)

### Als Drehbuchautor
- 1971–1974: Doctor Who (Doctor Who) (22 Folgen)
- 1973: Moonbase 3 (1 Folge)
- 1982: Gulliver in Lilliput

## Auszeichnungen
- 1977: Emmy-Nominierung für The Prince and the Pauper
- 1979: Emmy-Nominierung für Lorna Doone
- 1981: Emmy-Award für A Tale of Two Cities
- 1984: BAFTA-Nominierung für Jane Eyre
- 1987: BAFTA-Nominierung für David Copperfield